# Harry Anderson
Pour les articles homonymes, voir Anderson.
 (février 2021).
La mise en forme du texte ne suit pas les recommandations de Wikipédia : il faut le « wikifier ».
Les points d'amélioration suivants sont les cas les plus fréquents. Le détail des points à revoir est peut-être précisé sur la page de discussion.
- Les titres sont pré-formatés par le logiciel. Ils ne sont ni en capitales, ni en gras.
- Le texte ne doit pas être écrit en capitales (les noms de famille non plus), ni en gras, ni en italique, ni en « petit »…
- Le gras n'est utilisé que pour surligner le titre de l'article dans l'introduction, une seule fois.
- L'italique est rarement utilisé : mots en langue étrangère, titres d'œuvres, noms de bateaux, etc.
- Les citations ne sont pas en italique mais en corps de texte normal. Elles sont entourées par des guillemets français : « et ».
- Les listes à puces sont à éviter, des paragraphes rédigés étant largement préférés. Les tableaux sont à réserver à la présentation de données structurées (résultats, etc.).
- Les appels de note de bas de page (petits chiffres en exposant, introduits par l'outil «  Source ») sont à placer entre la fin de phrase et le point final[comme ça].
- Les liens internes (vers d'autres articles de Wikipédia) sont à choisir avec parcimonie. Créez des liens vers des articles approfondissant le sujet. Les termes génériques sans rapport avec le sujet sont à éviter, ainsi que les répétitions de liens vers un même terme.
- Les liens externes sont à placer uniquement dans une section « Liens externes », à la fin de l'article. Ces liens sont à choisir avec parcimonie suivant les règles définies. Si un lien sert de source à l'article, son insertion dans le texte est à faire par les notes de bas de page.
- La présentation des références doit suivre les conventions bibliographiques. Il est recommandé d'utiliser les modèles {{Ouvrage}}, {{Chapitre}}, {{Article}}, {{Lien web}} et/ou {{Bibliographie}}. Le mode d'édition visuel peut mettre en forme automatiquement les références.
- Insérer une infobox (cadre d'informations à droite) n'est pas obligatoire pour parachever la mise en page.

Pour une aide détaillée, merci de consulter Aide:Wikification.
Si vous pensez que ces points ont été résolus, vous pouvez retirer ce bandeau et améliorer la mise en forme d'un autre article.
 (février 2021).
Les informations dans cet article sont mal organisées, redondantes, ou il existe des sections bien trop longues. Structurez-le ou soumettez des propositions en page de discussion.
Avec le temps, il arrive que le contenu présent dans un article devienne désordonné. Il est souvent nécessaire de réorganiser l'article de fond en comble.
- Il faut tout d’abord répartir le contenu de l'article en plusieurs sections. Les informations doivent ensuite être exposées clairement et le plus synthétiquement possible, regroupées par sujet afin d'éviter les doublons. Quelqu'un cherchant une information précise doit pouvoir la trouver rapidement en lisant la section appropriée.
- À l'intérieur de chaque section, le texte, souvent initialement sous la forme de phrases éparses, doit être regroupé dans des paragraphes de quelques lignes, en assurant un enchaînement logique et une cohérence entre les phrases.
- Lorsque l'article ou l'une de ses sections développe trop longuement un point qui n'est pas dans le cœur du sujet traité, il convient de faire une synthèse et de transférer l'ancien contenu dans des articles plus appropriés (en cas de transfert, il faut impérativement respecter la procédure Aide:Scission).

Si vous pensez que ces points ont été résolus, vous pouvez retirer ce bandeau et améliorer le plan d'un autre article.
Harry Laurence Anderson, FRS est un chimiste britannique au Département de chimie de l'Université d'Oxford. Il est bien connu pour ses contributions à la synthèse de systèmes supramoléculaires (nano-anneaux et nanofils de porphyrine ), à l'exploration des propriétés physiques extraordinaires de grands systèmes pi-conjugués et à la synthèse de cyclo [18] carbone. Il est professeur de chimie au Keble College d'Oxford.

## Biographie
Harry Anderson a étudié la chimie à Christ Church, Université d'Oxford, où il a obtenu son baccalauréat d'arts en 1987. II a ensuite suivi des études supérieures sous la tutelle de Jeremy Sanders à l'Université de Cambridge, où il a obtenu son doctorat en 1990.
Anderson a commencé ses recherches indépendantes en tant que chercheur au Magdalene College, Cambridge en 1990–1993, et a mené ses recherches en 1993–1994 en tant que chercheur postdoctoral SERC à l'ETH-Zürich, Suisse. Il est retourné à l'Université d'Oxford en 1994 en tant que professeur d'université en chimie organique et tuteur au Keble College. En 2004, il devient professeur de chimie à l'Université d'Oxford.

## Définition du concept de synthèse
Les synthèses dirigées par modèle existent partout dans la nature (biosynthèse des protéines, etc.), ce qui fournit une inspiration pour la synthèse de systèmes supramoléculaires artificiels. En utilisant des monomères / oligomères de porphyrine et des modèles moléculaires de différentes tailles, les systèmes de nanorure de porphyrine peuvent être construits avec une grande polyvalence,. Ces systèmes supramoléculaires portent également des propriétés de coordination attrayantes, fournissant des inspirations pour les phénomènes de coordination existant dans la nature,.
Basé sur le travail de synthèse organique, ses intérêts de recherche ont trouvé un large éventail de collaborateurs issus de milieux universitaires polyvalents partout dans le monde. Il a été constaté que les systèmes de conjugués pi allongés / encapsulés construits par des porphyrines présentaient des propriétés physiques sans précédent dans le transfert de charge,, l'absorption à deux photons, etc., fournissant ainsi aux physiciens et aux photobiologistes de nouveaux candidats et de nouvelles inspirations dans leurs recherches.

## Liste des honneurs et prix remportés par Harry Anderson
- Prix Izatt-Christensen 2017[11] (en chimie macrocyclique et supramoléculaire)
- 2013 : Élu membre de la Royal Society[12].
- 2008 : Merck-Karl Pfister Professeur invité en chimie organique, MIT, États-Unis
- Prix 2006 de la chimie supramoléculaire parrainé par l'industrie RSC[13]
- 2003 : Prix de la Royal Society of Chemistry pour la chimie des matériaux
- 2003 : Bob Hay Lecturer (Royal Society of Chemistry, Macrocyclic Chemistry)[14]
- 2001 : Médaille Corday Morgan et prix de la Royal Society of Chemistry[15]
- Prix de la Fondation Nuffield 1995 aux professeurs de sciences nouvellement nommés[réf. nécessaire]
- Bourse de recherche OTAN / SERC 199

La nomination d'Anderson pour la Royal Society en 2013 se lit comme suit :
« Harry Anderson est connu internationalement pour ses contributions perspicaces à la conception et à la synthèse de matériaux supramoléculaires et de fils moléculaires. Il a introduit de nouveaux concepts pour la conception moléculaire et des approches révolutionnaires de la synthèse dirigée par modèle, menant à des matériaux aux caractéristiques optiques électroniques et non linéaires sans précédent. Il a été le pionnier de l'investigation des oligomères de porphyrine conjugués, des systèmes pi encapsulés, des nanorings et des colorants absorbant deux photons, et il a travaillé en étroite collaboration avec des physiciens et des photobiologistes pour comprendre la relation entre la structure moléculaire et la fonction. Ses travaux ont abouti à une compréhension approfondie des facteurs contrôlant le couplage électronique à longue portée et le transport de charge dans les systèmes supramoléculaires. »